# ニコラス・サンチェス (ラグビー選手)
フェデリコ・ニコラス・サンチェス（Federico Nicolás Sánchez、1988年10月26日 - ）は、アルゼンチンのラグビーユニオン選手。ポジションはスタンドオフ。ラグビーアルゼンチン代表。

## 来歴
南アフリカ共和国において、2011年のボーダコムカップにパンパスXV所属でプレーした。その後、フランスのトップ14選手権に移り、2011/12シーズンと2013/14シーズンをユニオン・ボルドー・ベグルでプレー、2014年から2015年までRCトゥーロンでプレー、2016年から2018年までハグアレスでプレー、2018年からはスタッド・フランセ・パリでプレーしている。
2010年5月21日に、チリのサンティアゴで開催されたウルグアイ戦で代表デビュー。
ワールドカップ2015では、正確なキックで得点王を得て、アルゼンチンはベスト4となる。
ワールドカップ2023では、おもに控え選手でありながら6試合に出場し、2トライを含む39得点を挙げ、アルゼンチンは再びベスト4となる。大会終了時点で、アルゼンチン代表として104キャップ863得点の記録を持つ。
2023年12月15日、ジャパンラグビーリーグワン2023-24シーズンにおいて東京サントリーサンゴリアスに参加することが発表された。
2024年3月2日に行われたJAPAN RUGBY LEAGUE ONE第8節リコーブラックラムズ東京戦にて途中出場で日本での公式戦初出場を果たした。
2024年5月、東京サントリーサンゴリアスを退団。